# پرونده پلیکان (فیلم)
پرونده پلیکان (به انگلیسی: The Pelican Brief) فیلمی محصول سال ۱۹۹۳ و به کارگردانی آلن جی پاکولا است. در این فیلم بازیگرانی همچون جولیا رابرتس، دنزل واشینگتن، سام شپارد، جان هرد، تونی گلدوین، جیمز سیکینگ، ویلیام آترتون، رابرت کالپ، استنلی توچی، هیوم کرونین و جان لیسگو ایفای نقش کرده‌اند.
این فیلم بر اساس رمانی به همین نام اثر جان گریشام ساخته شده است.

## خلاصه داستان
«داربی شا» (رابرتس)، دانشجوی حقوق با استادش،«توماس کالاهان» (شپارد) رابطه‌ای صمیمی دارد. وقتی دو قاضی به نام‌های «رزنبرگ» (کرانین) و«جنسن» (کوشم) در یک شب به قتل می‌رسند،«شا» خلاصه پرونده‌ای می‌نویسد و در آن حدس و گمان خود را در باب مباشر قتل‌ها مطرح می‌کند. «شا» پرونده را به«کالاهان» می‌دهد و او نیز آنرا در اختیار «گاوین ورهیک» (هرد)، وکیل FBI، می‌گذارد. گزارش«شا» در FBI دست به دست می‌چرخد؛ گزارشی که در آن از رئیس ستاد ریاست جمهوری،«فلچر کول» (گلدوین) و رئیس دفتر رئیس جمهور، «دنتن وویلز» (سیکینگ) نام برده شده است. «کالاهان» در اثر انفجار اتوموبیل ـ که در واقع قرار بوده «شا» را بکشد، به قتل می‌رسد. «شا» با«ورهیک» تماس می‌گیرد و از او می‌پرسد آیا گزارش FBI به بیرون هم درز کرده یا خیر. در همین حال رئیس جمهور (کالپ) از اینکه «پروندە‌ٔ پلیکان» «شا» آنقدر جدی گرفته شده، نگران شده است. «شا» قرار ملاقاتی با «ورهیک» می‌گذارد. در این فاصله«ورهیک» به قتل می‌رسد و قاتل به جای «ورهیک» سرقرار می‌رود. درست موقعی که قاتل «ورهیک» قصد کشتن ̎شا ̎را دارد، خود کشته می‌شود و «شا» می‌گریزد. سپس با روزنامه‌نگاری به نام «گاری گرانتام» (واشینگتن) که در جریان ماجراست، قرار می‌گذارد و در هتلی همدیگر را ملاقات می‌کنند. «شا» ماجرای «پروندهٔ پلیکان» را برایش تعریف می‌کند که به سرمایه‌داری به نام «ویکتور مونتیت» اشاره دارد که می‌خواسته منابع نفتی اطراف جزیره‌ای را به‌رغم اعتراض گروه‌های فشار استخراج کند [پرونده، اسمش را از پلیکان‌هائی که در آنجا بیتوته کرده بودند، گرفته است] و دو قاضی مقتول ( «جنسن» و «رزنبرگ») درخواست و ادعاهای «مونیتت» را برای بهره‌برداری از آن منطقه رد کرده بودند.